# Clarence W. Meadows

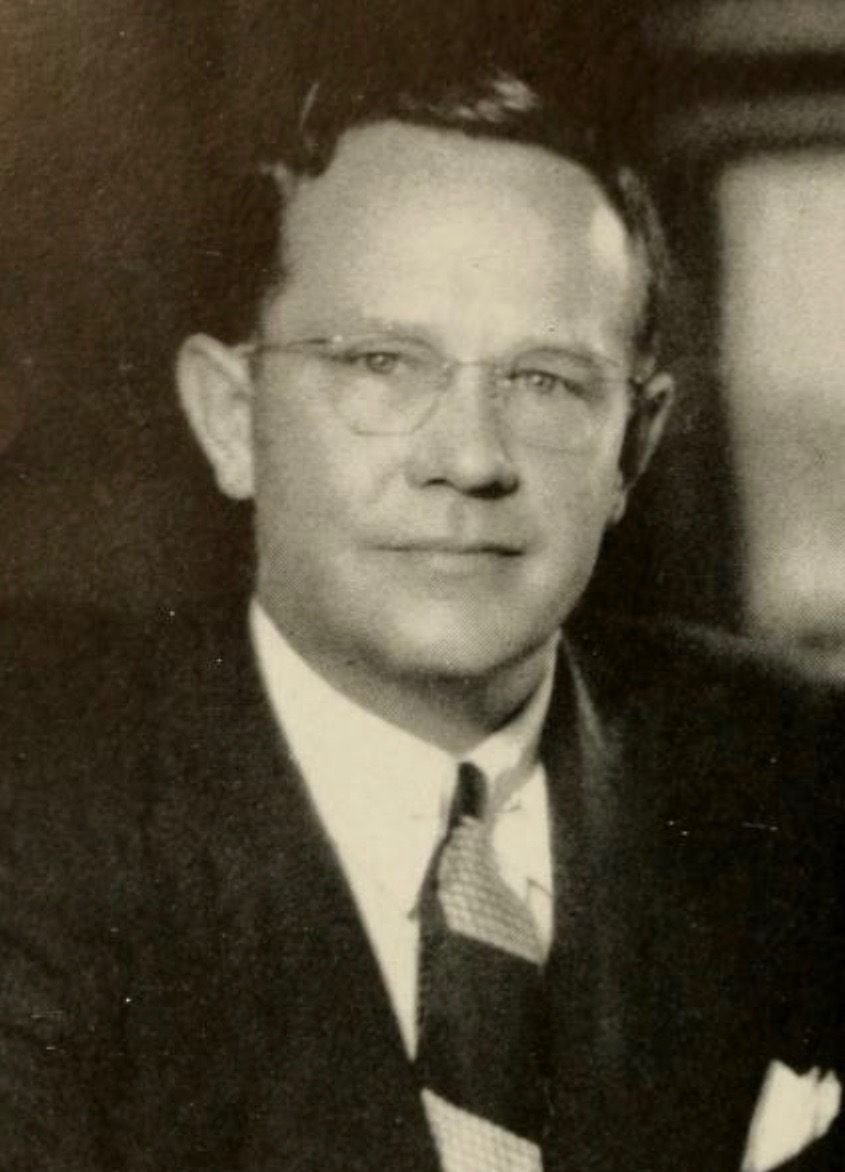
Clarence W. Meadows

Clarence Watson Meadows (* 11. Februar 1904 in Beckley, West Virginia; † 12. September 1961 in Clifton Forge, Virginia) war ein US-amerikanischer Politiker und von 1945 bis 1949 der 22. Gouverneur des Bundesstaates West Virginia.

## Frühe Jahre und politischer Aufstieg
Clarence Meadows besuchte die High School in seinem Heimatort Beckley, die Georgia Military Academy in College Park und die Washington and Lee University. Anschließend studierte er an der University of Alabama Jura. Nach seinem Examen im Jahr 1927 und der folgenden Zulassung als Rechtsanwalt praktizierte er sowohl in Alabama als auch in West Virginia. Zwischen 1931 und 1932 saß Meadows im Abgeordnetenhaus von West Virginia. Dann war er von 1933 bis 1936 als Staatsanwalt im Raleigh County tätig. Es folgte der Aufstieg zum Attorney General von West Virginia. Dieses Amt hatte er zwischen 1937 und 1942 inne. Danach wurde er Richter im zehnten Gerichtsbezirk.

## Gouverneur von West Virginia
Im Jahr 1944 wurde er als Kandidat der Demokratischen Partei zum neuen Gouverneur seines Staates gewählt. Meadows' vierjährige Amtszeit begann am 15. Januar 1945. Zu dieser Zeit war der Zweite Weltkrieg noch in vollem Gange. Nach dem Ende des Krieges im September 1945 musste auch in West Virginia die Industrieproduktion wieder auf den zivilen Bedarf umgestellt werden. Mehr als alle seine Vorgänger nutzte Meadows das Radio, um seine Ideen den Bürgern näherzubringen. In seiner Amtszeit schlichtete der Gouverneur mehrere Arbeitskonflikte. Außerdem reformierte er seine Verwaltung. Er erhöhte das Budget für die Bildungspolitik, das öffentliche Bauwesen und verschiedene Wohlfartsprogramme.

## Weiterer Lebenslauf
Nach dem Ende seiner Amtszeit im Januar 1949 eröffnete Meadows eine Anwaltskanzlei in Charleston. Er war an Öl- und Gasfirmen sowie drei Rundfunkstationen beteiligt. Später zog er nach Fort Lauderdale in Florida. Im Jahr 1958 war er Wahlkampfmanager von Claude Pepper bei dessen erfolglosem Versuch, in den US-Senat gewählt zu werden. Clarence Meadows starb im September 1961. Er war mit Nancy Ryals Massie verheiratet, mit der er vier Kinder hatte.